# ألان مانينغ
ألان مانينغ (بالإنجليزية: Alan Manning)‏ هو اقتصادي بريطاني، ولد في 19 أغسطس 1960.